# Malakota - jeg er Lakota
|  | Denne artikel er oprettet af botten PalnaBot ud fra en ekstern database. Den kan derfor have sproglige fejl eller mangler. Denne skabelon kan fjernes efter kontrol af indholdet. |

Malakota - jeg er Lakota er en dokumentarfilm instrueret af Hans-Henrik Jørgensen efter manuskript af Hans-Henrik Jørgensen.

## Handling
I næsten hundrede år, fra 1883 til 1978, havde de nordamerikanske indianere mistet retten til at undervise i deres sprog og dyrke deres kultur og ceremonier. Det gjaldt også lakota-indianerne i South Dakota, en af Nordamerikas mest forarmede stammer. I dag lægger lakota'ernes ældre vægt på at udbrede kendskabet til den traditionelle spiritualitet og tankegang. På lokale skoler undervises børn og unge i lakota-sproget, og forskellige initiativer i det lille samfund skal sikre, at kunsthåndværk og andre færdigheder går i arv til kommende generationer. I en periode var stammen på kanten til undergang. Nu ser det ud til, at indianere også i fremtiden vil kunne sige: "Malakota - jeg er lakota!"